# Подень (Васлуй)
Подень, Подені (рум. Podeni) — село у повіті Васлуй в Румунії. Входить до складу комуни Вултурешть.
Село розташоване на відстані 286 км на північний схід від Бухареста, 21 км на північний захід від Васлуя, 39 км на південь від Ясс.

## Населення
За даними перепису населення 2002 року у селі проживали 15 осіб, усі — румуни. Усі жителі села рідною мовою назвали румунську.